# Resmî Gazete
Die T.C. Resmî Gazete ist das Amtsblatt der Republik Türkei. Erstmals herausgegeben wurde das Amtsblatt am 7. Februar 1921 und erschien bis einschließlich 18. Juli 1921 mit dem Titel Cerîde-i Resmîye / جریدهٔ رسمیه. Die Ausgaben vom 10. September 1923 bis zum 15. Dezember 1927 wurden mit dem Titel Resmî Cerîde / رسمی جریده und Türkiye Cumhurîyeti Resmî Cerîde / تورکیه جمهوریتی رسمی جریده veröffentlicht. Seit dem 17. Dezember 1927 erscheint das Amtsblatt mit dem Titel Türkiye Cumhurîyeti Resmî Gazete / تورکیه جمهوریتی رسمی غزته (seit dem 1. Dezember 1928 als T.C. Resmî Gazete in lateinischer Schrift). Vorläufer der T.C. Resmî Gazete war der ab dem 11. November 1831 herausgegebene „Kalender der Ereignisse“ (تقویم وقایع / Taḳvīm-i Veḳāyiʿ). Verantwortlich für das Amtsblatt ist die dem Staatspräsidentenamt unterstellte Generaldirektion für die Herausgabe und Bekanntmachung von Gesetzen.
Die T.C. Resmî Gazete war für Ausgaben ab dem 27. Juni 2000 kostenfrei im Internet einsehbar. Seit 2011 können alle Ausgaben des Amtsblattes kostenlos eingesehen werden.